# Банну (пограничный регион)

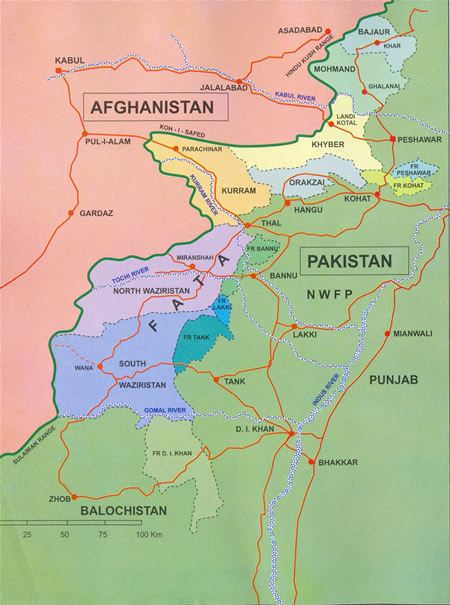
Пограничные регионы и Федерально управляемые племенные территории.

Банну (англ. Frontier Region Bannu) — пограничный регион, представляет собой небольшую административную единицу в Федерально управляемой племенной территории в Пакистане. Регион граничит с одноимённым округом на юго-востоке, с округом Карак на северо-востоке и агентством Северный Вазиристан. Регион находится в ведении офицера районной координации округа Банну. Общее управление пограничных регионов осуществляется через секретариат племенных территорий, расположенный в городе Пешаваре.

## Демография
Основное племя в регионе — Бхиттани.